# Trung Ninh
Trung Ninh (chữ Hán giản thể:中宁县, âm Hán Việt: Trung Ninh huyện) là một huyện thuộc địa cấp thị Trung Vệ (địa cấp thị), tỉnh Khu tự trị dân tộc Hồi Ninh Hạ, Cộng hòa Nhân dân Trung Hoa. Huyện này có diện tích 2841 ki-lô-mét vuông, dân số năm 1999 là 228.713 người. Mã số bưu chính là 756500. Huyện lỵ đóng ở trấn Ninh An. Ngoài trồng trọt cây nông sản, huyện này còn trồng cây cẩu kỷ làm thuốc.

## Hành chính
Huyện Trung Ninh được chia thành 12 đơn vị hành chính cấp hương, gồm 6 trấn và 6 hương. 
- Trấn: Ninh An (宁安镇), Minh Sa (鸣沙镇), Thạch Không (石空镇), Tân Bảo (新堡镇), Ân Hòa (恩和镇), Đại Chiến Trường (大战场镇)
- Hương: Chu Tháp (舟塔乡), Bạch Mã (白马乡), Dư Đinh (余丁乡), Hảm Khiếu Thủy (喊叫水乡), Từ Sáo (徐套乡), Thái Dương Lương (太阳梁乡)